# Стырковцы
Стырковцы (укр. Стирківці) — село в Лопатинской поселковой общине Шептицкого района Львовской области Украины.
Население по переписи 2001 года составляло 171 человек. Занимает площадь 0,57 км². Почтовый индекс — 80232. Телефонный код — 3255.